# Coudray (Loiret)
Coudray település Franciaországban, Loiret megyében. Lakosainak száma 392 fő (2018. január 1.). Coudray Malesherbes, Labrosse, Le Malesherbois, Manchecourt és Orveau-Bellesauve községekkel határos.

## Népesség
A település népességének változása:
| Lakosok száma | 207  | 222  | 249  | 318  | 366  | 416  | 398  | 384  | 414  | 392  |
|               | 1962 | 1968 | 1982 | 1990 | 1999 | 2008 | 2011 | 2013 | 2017 | 2018 |